# Fernando dos Santos Costa
Fernando dos Santos Costa GOTE • GCTE • OC • GOC • GCC • OA • M?MM (Alcafache, Mangualde, 19 de Dezembro de 1899 — Lapa, Lisboa, 15 de Outubro de 1982) foi um oficial do Exército Português que assumiu um papel preponderante na ligação entre António de Oliveira Salazar e os sectores militares mais conservadores que apoiaram a Ditadura Nacional e o Estado Novo. Era monárquico, embora a sua oposição tenha sido descisiva para a não restauração da monarquia em 1951, defendida pelos monárquicos do regime..

## Biografia
Nasceu a 19 de dezembro de 1899 na freguesia de Alcafache, em Mangualde. Era filho dos trabalhadores rurais José dos Santos, natural de Alcafache, e Luísa Pereira dos Santos, seareiros, natural de Viseu (freguesia de São Cipriano). Em 1927, casou civilmente em Oliveira do Hospital com Maria Ana Freire de Andrade Castelbranco Lobo.
Exerceu as funções de Subsecretário de Estado da Guerra, depois de Ministro da Guerra (entre 1944 e 1950) e Ministro da Defesa (entre 1950 e 1958), permanecendo 22 anos no Governo e afirmando-se como um dos mais estreitos colaboradores de António de Oliveira Salazar e um dos mais longevos ministros dos seus governos.
Principal factor da reestruturação das Forças Armadas Portuguesas sob o Estado Novo e da sua subordinação ao poder político, Santos Costa participou ao lado de Salazar, de modo decisivo, na formulação da política de defesa de Portugal desde o deflagrar da Guerra Civil de Espanha até ao início da Guerra Fria, incluindo o período conturbado da Segunda Guerra Mundial. Nessas funções desempenhou um relevante papel nacional e internacional, em particular nas relações com os Aliados e na entrada de Portugal na NATO.
Morreu a 15 de outubro de 1982, aos 82 anos, na freguesia da Lapa, em Lisboa, vítima de pneumopatia e esclerodermia. Foi sepultado no cemitério de Oliveira do Hospital.

### Condecorações
- Oficial da Ordem Militar de Cristo de Portugal (26 de Outubro de 1933)[4]
- Oficial da Ordem Militar de Avis de Portugal (26 de Outubro de 1933)[4]
- Medalha de ?.ª Classe de Mérito Militar de Portugal (? de ? de 19??)
- Grande-Oficial da Ordem Militar de Cristo de Portugal (18 de Junho de 1937)[4]
- Grande-Oficial da Ordem Militar da Torre e Espada, do Valor, Lealdade e Mérito de Portugal (2 de Agosto de 1945)[4]
- Grã-Cruz da Ordem Militar da Torre e Espada, do Valor, Lealdade e Mérito de Portugal (6 de Junho de 1949)[4]
- Excelentíssimo Senhor Grã-Cruz da Ordem Imperial do Jugo e das Flechas (Orden Imperial del Yugo y las Flechas) de Espanha (14 de Agosto de 1954)[5]
- Excelentíssimo Senhor Grã-Cruz da Real e Distinguida Ordem Espanhola de Carlos III de Espanha (9 de Dezembro de 1958)[5]
- Grã-Cruz da Ordem Real do Leão (Ordre Royal du Lion) da Bélgica (9 de Dezembro de 1958)[5]
- Grã-Cruz da Ordem do Rei Jorge I da Grécia (9 de Dezembro de 1958)[5]
- Grande-Oficial da Ordem do Mérito Militar do Brasil (9 de Dezembro de 1958)[5]
- Grã-Cruz da Ordem Militar de Cristo de Portugal (13 de Julho de 1967)[4]
- Comendador-Chefe da Legião do Mérito dos Estados Unidos da América (? de ? de 19??)
- Grã-Cruz da Ordem Nacional do Cruzeiro do Sul do Brasil (? de ? de 19??)